# Levent Topsakal
Levent Topsakal (Istanbul, 9 giugno 1966) è un ex cestista turco.

## Carriera
Con la Turchia ha disputato due edizioni dei Campionati europei (1993, 1995).

## Palmarès
- Campionato turco: 1

Fenerbahçe: 1990-91